# Alaminos

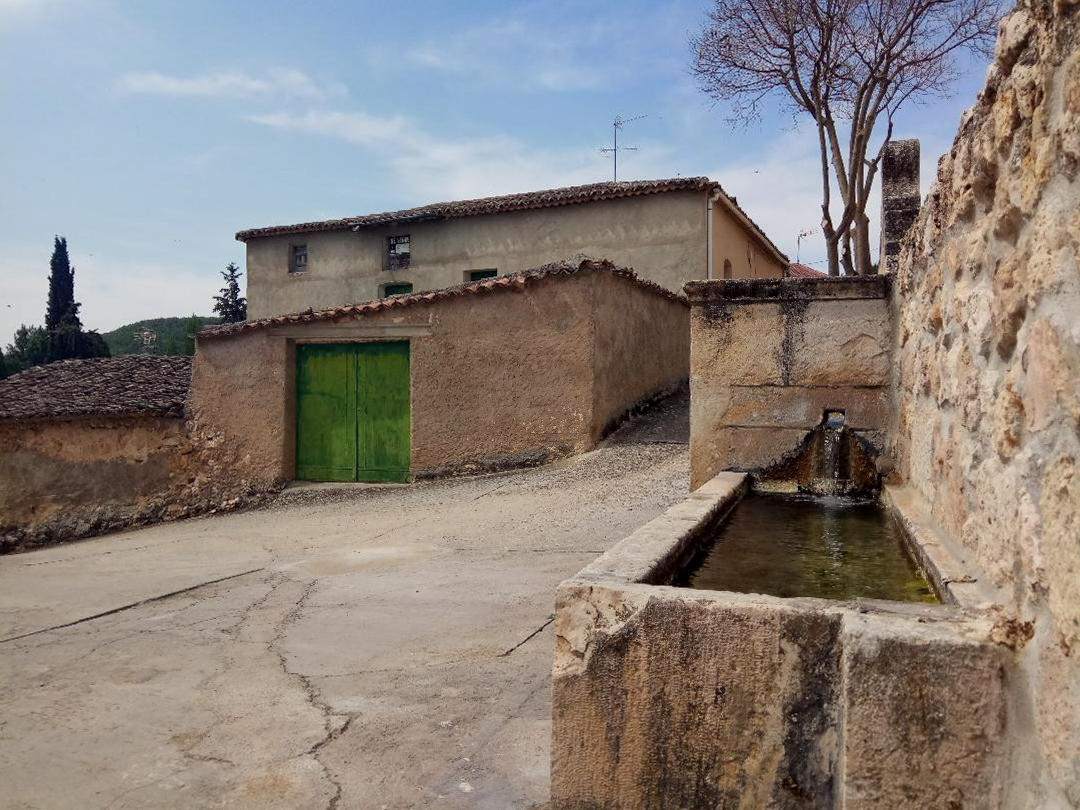
Pilón y entorno

Alaminos es un municipio y localidad española de la provincia de Guadalajara, en la comunidad autónoma de Castilla-La Mancha. El término tiene una población de 56 habitantes (INE 2024).

## Historia

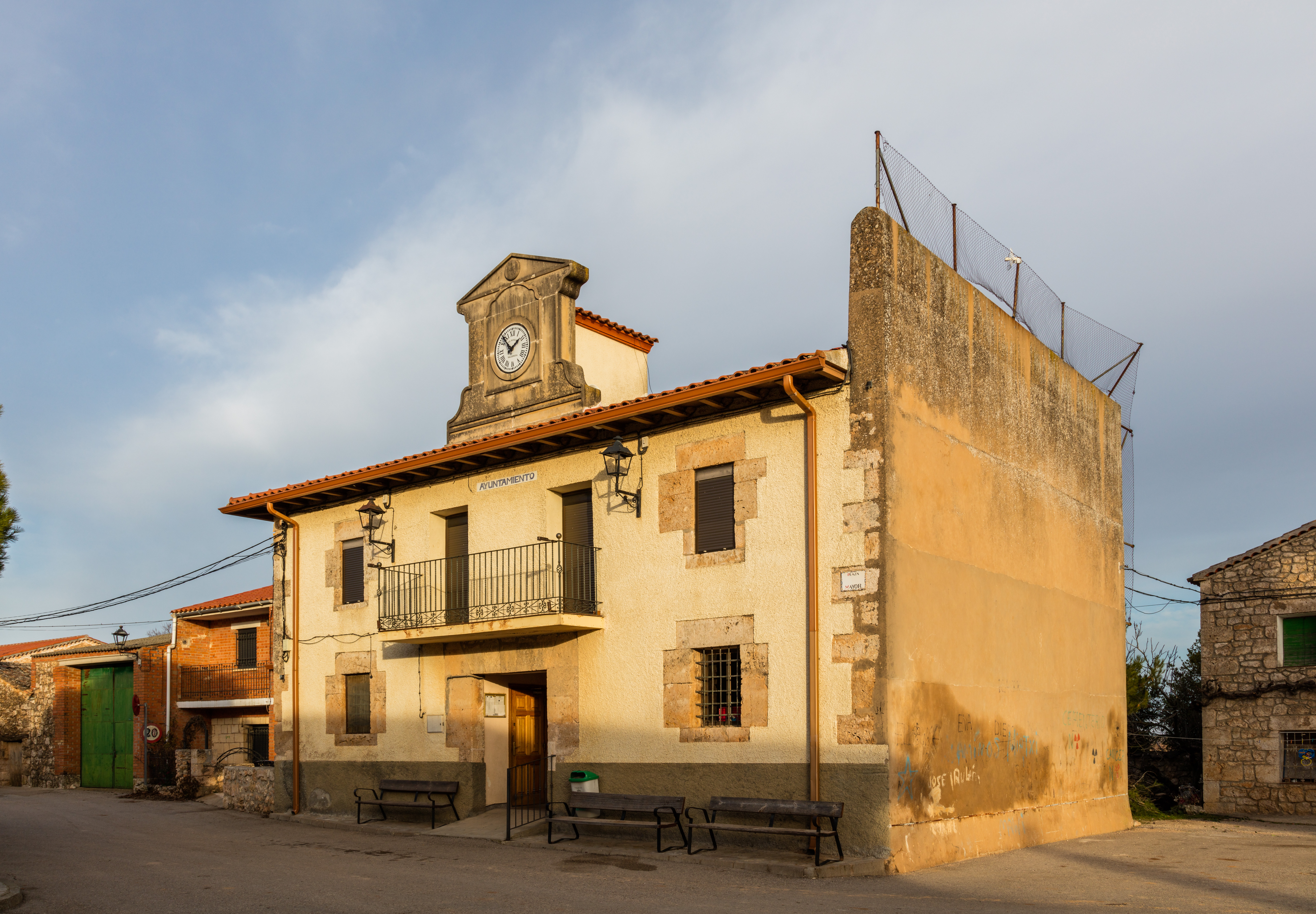
Casa consistorial

Una de las 131 aldeas que conformaban el territorio asignado a la comunidad de villa y tierra de Atienza conforme al Fuero recibido en 1149 de manos del rey de Castilla Alfonso VII.
A mediados del siglo XIX, la villa tenía contabilizada una población de 150 habitantes. Aparece descrita en el primer volumen del Diccionario geográfico-estadístico-histórico de España y sus posesiones de Ultramar de Pascual Madoz de la siguiente manera:

ALAMINOS: v. con ayunt. de la prov. y adm. de rent. de Guadalajara (7 leg.), part. jud. de Cifuentes (2), aud. terr. y c. g. de Madrid (11), dióc de Sigüenza (4): sit. en un parage elevado al S. y en los confines de una esplanada, está batida por todos los aires, que hacen su clima frio y propenso á pulmonías: sus 55 casas de poca elevacion y sin ninguna comodidad, forman varias calles y una plaza, mal empedradas, irregulares y con alguna pendiente: hay casa municipal que llaman de villa, y la misma sirve de cárcel; pósito cuyo fondo consiste en 20 fan. de trigo; escuela de 1.ª educacion servida por el sacristan, con la sola retribucion de los alumnos que son 20 de ambos sexos; parr. dedicada a la Asunción de Ntra. Sra. con curato perpetuo y de oposicion; el cementerio contiguo á ella que no perjudica á la salubridad, y un edificio que se llama la aud., en cuyo centro se conserva una lápida con un leon rapante sobre el costado der., por cuyos datos se persuaden los naturales que fue aquel pueblo de autoridad superior sobre algunos otros de la prov.: á los afueras, 300 pasos y al N., se halla la ermita de Ntra. Sra. de la Soledad, camino de Mirabueno, y al S. una fuente, de poca, pero buen agua, y de ella se surte el vecindario para sus usos domésticos. Confina el térm. al N. con el de Mirabueno, al S. con los de Masegoso y Cogollor, por el E. con el de las lbiernas y por O. con los del mismo Cogollor y Almadrones, todos á dist. de un cuarto á una hora del pueblo: hay dentro de él y á la parte confinante con Masegoso y las Ibiernas, un monte de chaparro robledal, que se corta para combustible y produce ademas algunos pastos: el terreno es flojo, parte pedregoso y parte suave, de poca miga y todo de secano, escepto unos cuantos huertecitos de corta estension, que se riegan con el sobrante de la fuente: pasa por el mismo el camino de herradura desde Atienza á la Alcarria, y á 1/2 leg. del pueblo, aunque no ya en su térm., y al lado del N., la carretera general de Aragón, y el cordel para los ganados trashumantes de la prov. de Soria. Prod.: trigo, cebada, avena, vino, almortas y guisantes; se mantiene poco ganado lanar, cabrio, 60 mulas de labor, 5 pares de bueyes, y alguna caza, lobos y zorras: pobl. 47 vec. 150 alm. dedicados á la agricultura, sin mas industria ni comercio de ninguna clase: cap. prod. 1.659,190 rs.: imp. 95,327. Contr. 5543 rs. 27 mrs. vn. Presupuesto municipal 2200 rs.; se cubre con la renta de un horno de pan y poya que asciende á 250 rs., y repartimiento vecinal. Perteneció este l. al duque del Infantado.
(Madoz, 1845, p. 188)

## Demografía

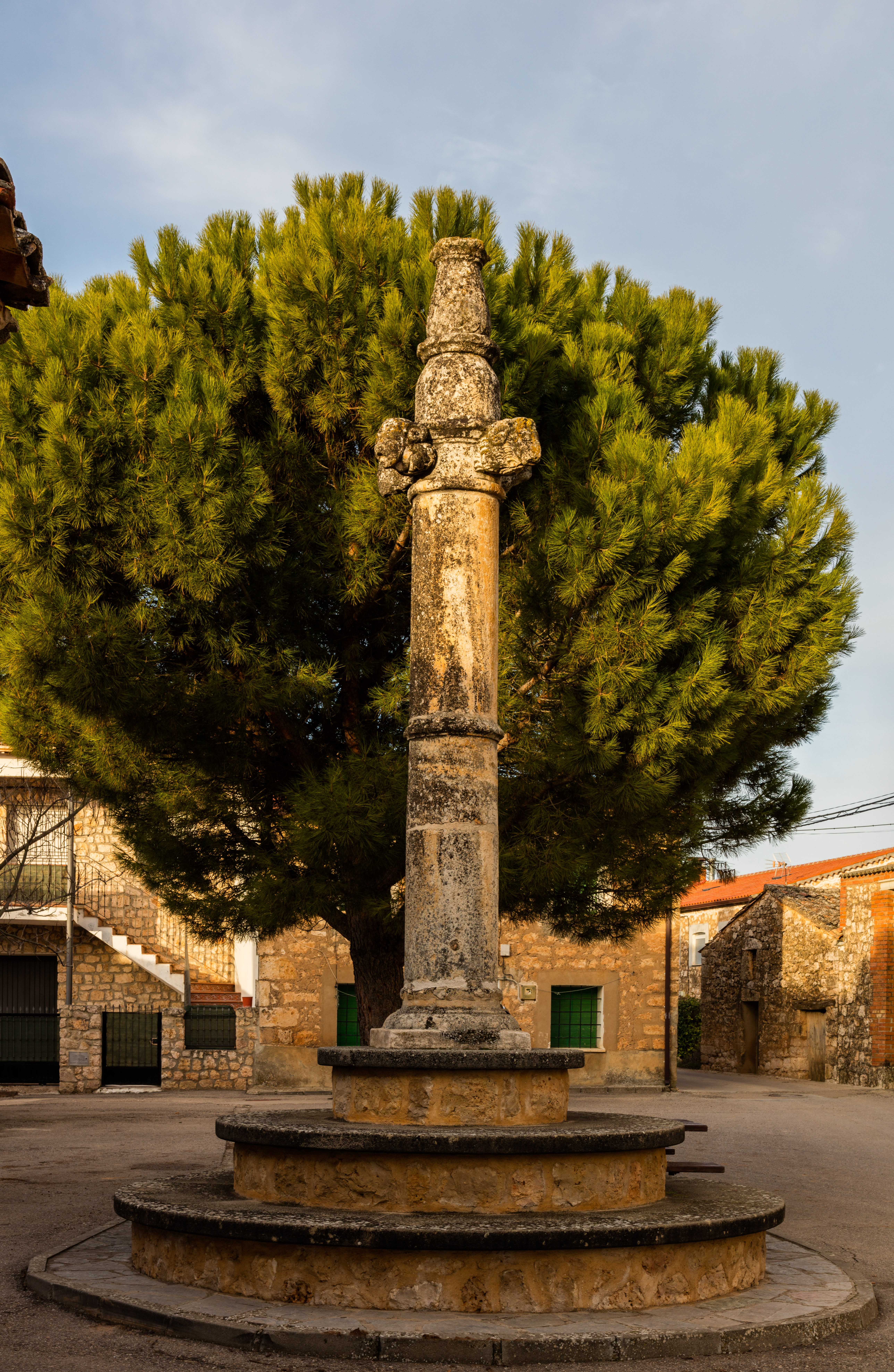
Rollo de justicia

Alaminos cuenta con una población de 56 habitantes (INE 2024).
| Gráfica de evolución demográfica de Alaminos entre 1842 y 2021                                                      |
| |
| Población de derecho según los censos de población del INE Población de hecho según los censos de población del INE |

| 1991 |  | 1996 |  | 2001 |  | 2004 |  | 2013 |  | 2015 |
| ---- |  | ---- |  | ---- |  | ---- |  | ---- |  | ---- |
| 101  |  | 97   |  | 84   |  | 83   |  | 70   |  | 73   |

## Patrimonio

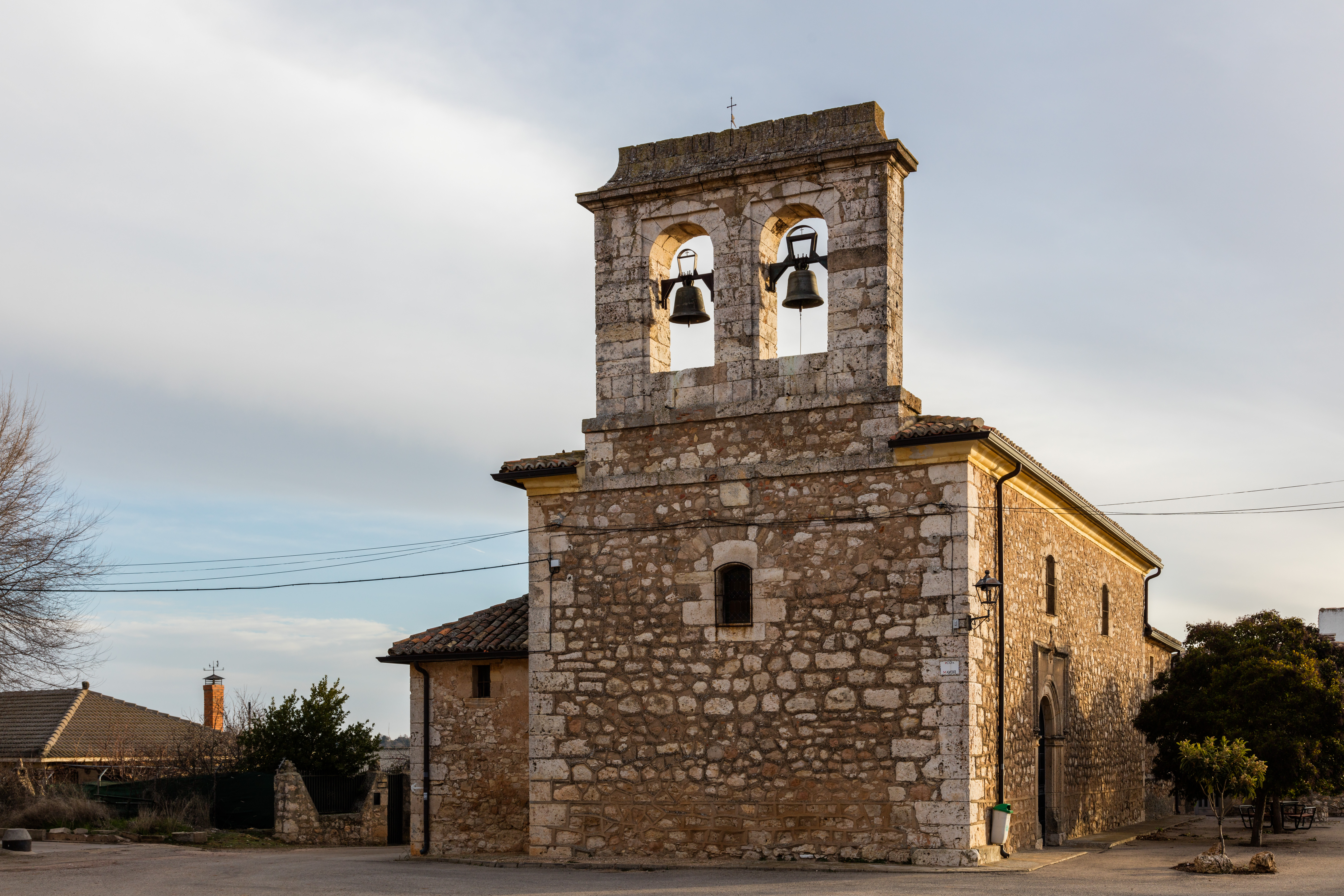
Iglesia de la Asunción

En la localidad hay una iglesia bajo la advocación de la Asunción de Nuestra Señora.